# Bressaucourt
Bressaucourt är en ort i kommunen Fontenais i kantonen Jura i Schweiz. Den ligger cirka 23,5 kilometer väster om Delémont. Orten har 406 invånare (2021).
Orten var före den 1 januari 2013 en egen kommun, men inkorporerades då in i kommunen Fontenais.